# Carlos Guimarães
 (mai 2020).
Pour les articles homonymes, voir Guimarães (homonymie).
Carlos Guimarães est un footballeur portugais né le 28 février 1898 et mort à une date inconnue. Il est le tout premier gardien de but de l'histoire de l'équipe du Portugal.

## Biographie

### En club
Il joue au sein du Club Internacional de Foot-ball (en) basé à Lisbonne dans les années 1920,.

### En équipe nationale
International portugais, il reçoit deux sélections en équipe du Portugal en 1921 et 1922.
Le 18 décembre 1921, il joue le tout premier match de l'histoire de l'équipe nationale contre l'Espagne (défaite 1-3 à Madrid).
Son deuxième match a lieu le 17 décembre 1922, à nouveau sur une défaite contre l'Espagne (défaite 1-2 à Lisbonne).